# Епархия Касесе
Епархия Касесе (лат. Dioecesis Kasesensis) — епархия Римско-Католической Церкви с центром в городе Касесе, Уганда. Епархия Касесе входит в митрополию Мбарары. Кафедральным собором епархии Касесе является церковь Успения Пресвятой Девы Марии в городе Касесе.

## История
6 марта 1989 года Римский папа Иоанн Павел II издал буллу Uti eo facilius, которой учредил епархию Касесе, выделив её из епархии Форт-Портала.

## Ординарии епархии
- епископ Egidio Nkaijanabwo (6.03.1989 — 15.04.2014)
- епископ Acquirino Francis Kibira (с 15.04.2014)

## Источник
- Annuario Pontificio, Libreria Editrice Vaticana, Città del Vaticano, 2003, ISBN 88-209-7422-3
- Булла Uti eo facilius  (лат.)